# Enicospilus tristus
Enicospilus tristus là một loài tò vò trong họ Ichneumonidae.